# Hellun Zelluf
Hellun Zelluf was een dragqueen en pseudoniem van de Nederlandse zanger, presentator en aidsactivist Geert Vissers (10 september 1960 – Amsterdam, 26 juni 1992).
Vissers kreeg in de jaren tachtig bekendheid als Hellun Zelluf door optredens in het Amsterdamse Anthony Theater. 
In 1989 richtte Hellun Zelluf samen met Mizz Mopsie de travestiedisco WigWam op, gevestigd aan de Koggestraat 4-6, in het pand waar voorheen o.a. homodisco Steps gevestigd was. De WigWam was een undergroundzaak voor en door travestieten met zelfs voor Amsterdamse begrippen nogal vergaande en scabreuze optredens. Uit een laatste grote disco-avond in de WigWam ontstond Club Chique, die Hellun Zelluf in discotheek Club Mazzo organiseerde en presenteerde en waarin onder andere Nickie Nicole, Agnetha Immergeil en Vera Springveer optraden.
Vanaf 1990 presenteerde Vissers als Hellun Zelluf op de Amsterdamse kabelzender Salto de Hellun Zelluf Show, later omgedoopt tot de Gay Dating Show. Het programma was een parodie op de relatieshow Op goed geluk en had onder andere tot doel om voorlichting te geven over de ziekte aids.
In 1991 richtte Vissers met Marco de Koning (alias Coby Genezijde) de stichting Hellun Zelluf op. Deze organisatie wilde de voorlichting over aids verbeteren door af te rekenen met het beeld van het zielige hiv-slachtoffer en de tragische aidspatiënt, en haalde onder andere geld op voor de bekostiging voor een speciaal ligbad voor de aidsafdeling van het Academisch Medisch Centrum.
Plannen om de Gay Dating Show op de nationale televisie uit te zenden vonden geen doorgang omdat Vissers zelf te ziek werd. Hij overleed in 1992 op 31-jarige leeftijd aan de gevolgen van aids. Hij werd begraven op de Amstelveense begraafplaats Zorgvlied. Ter nagedachtenis werd eind 1992 door de stichting Hellun Zelluf de cd Hellun's Geloof, Hoop En Lu-Lu-Liefde uitgebracht, met bijdragen van Vissers zelf en onder andere het trio Zang Voor Vriendschap en de zanger Jan Rot.

## Discografie
- Hellun's Geloof, Hoop En Lu-Lu-Liefde (1992)